# Оксана Петрусенко (срібна монета)
«Окса́на Петрусе́нко» — срібна ювілейна монета номіналом 5 гривень, випущена Національним банком України. Присвячена видатній українській оперній співачці, одній з найкращих виконавиць українських народних пісень і романсів — Оксані Андріївні Петрусенко (1900—1940), яка має унікально виразний голос великого діапазону, яскравий драматичний талант.
Монету введено в обіг 5 лютого 2010 року. Вона належить до серії «Видатні особистості України».

## Опис та характеристики монети
| Номінал грн. | Метал            | Маса, грам    | Діаметр, мм. | Якість виготовлення | Гурт                           | Тираж, штук |
| ------------ | ---------------- | ------------- | ------------ | ------------------- | ------------------------------ | ----------- |
| 5            | срібло 925 проби | 15,55 / 16,81 | 33,0         | пруф                | гладкий із заглибленим написом | 5 000       |

### Аверс
На аверсі монети вгорі розміщено малий Державний Герб України, напис півколом «НАЦІОНАЛЬНИЙ БАНК УКРАЇНИ», зображено макову квітку на тлі нот, розташованих по колу, унизу написи — «5 ГРИВЕНЬ/ 2010».

### Реверс

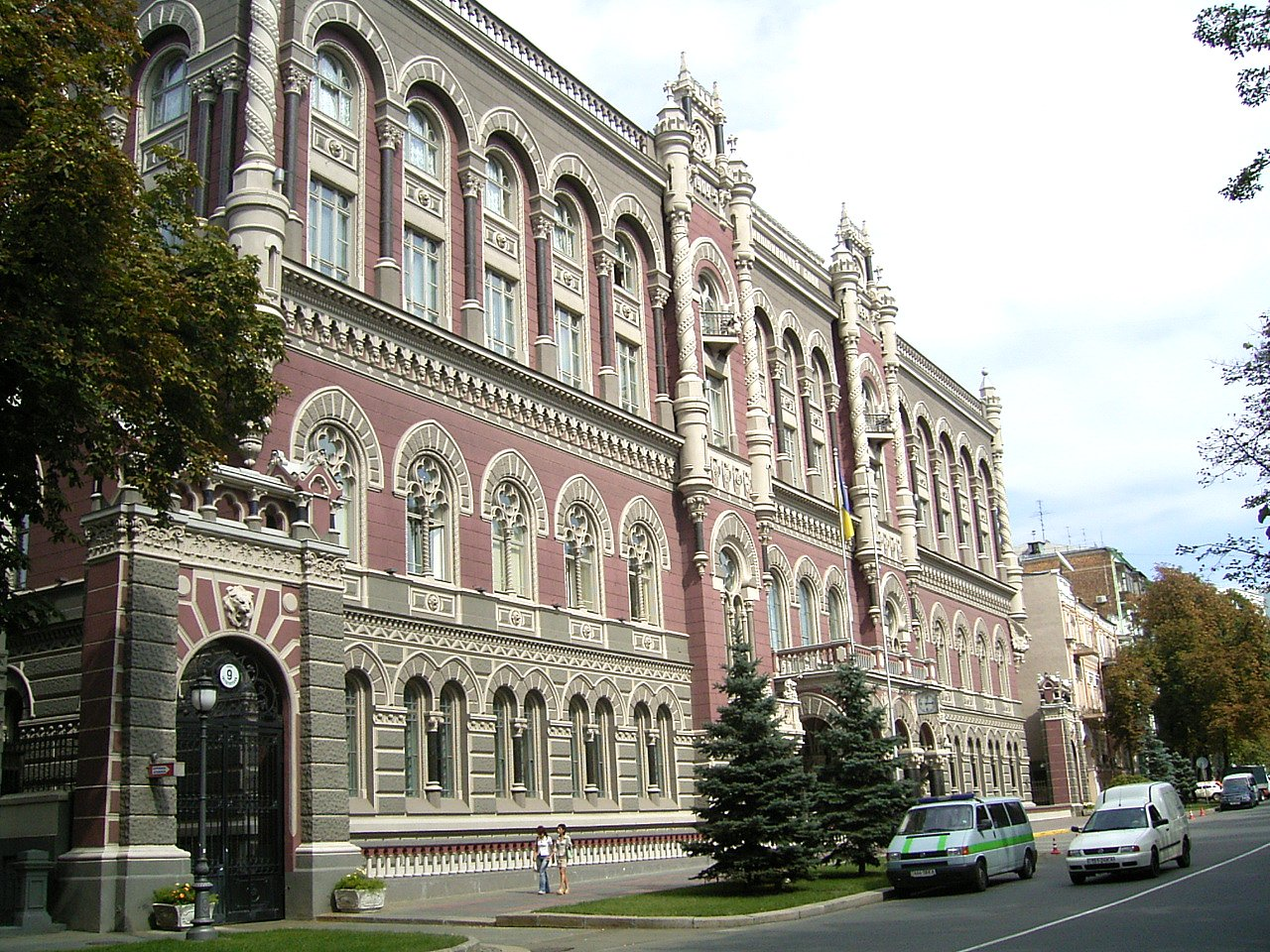
Будівля Національного банку України

На реверсі монети зображено портрет Оксани Петрусенко в українському костюмі, праворуч від якого розміщено написи «ОКСАНА ПЕТРУСЕНКО» (півколом), роки життя — «1900/1940».

## Автори
- Художники: Таран Володимир, Харук Олександр, Харук Сергій.
- Скульптори: Атаманчук Володимир, Дем'яненко Анатолій.

## Вартість монети
Ціна монети — 531 гривня, була зазначена на сайт Національного банку України 2018 року.
Фактична приблизна вартість монети, з роками змінювалася так:
| Рік        | 2010 | 2011 | 2012 | 2013 | 2014 | 2015 | 2016 | 2017 | 2018 | 2019 | 2020 | 2021 | 2022 | 2023 | 2024  | 2025  |
| ---------- | ---- | ---- | ---- | ---- | ---- | ---- | ---- | ---- | ---- | ---- | ---- | ---- | ---- | ---- | ----- | ----- |
| Ціна, грн. | 270  | 330  | 350  | 320  | 270  | 350  | 420  | 650  | 510  | 450  | 440  | 580  | 600  | 980  | 1 350 | 1 550 |